# بنجامين ثورمان هاكر
بنجامين ثورمان هاكر (بالإنجليزية: Benjamin Thurman Hacker)‏ هو ضابط أمريكي، ولد في 19 سبتمبر 1935 في واشنطن العاصمة في الولايات المتحدة، وتوفي في 28 ديسمبر 2003 في نورفولك في الولايات المتحدة بسبب ابيضاض الدم.